# Gabriel Aranda
Gabriel Agustín Aranda (Ezeiza, 16 aprile 2001) è un calciatore argentino, difensore del Quilmes in prestito dal Boca Juniors.

## Caratteristiche tecniche
Gioca come difensore centrale.

## Carriera
Aranda è entrato a far parte del settore giovanile del Boca Juniors nel 2015, all'età di 14 anni, dopo un passato con Fomento Vista Alegre, Altos de Tristan Suárez e Banfield.
Il 25 luglio 2021 ha debuttato in prima squadra contro il Banfield, incontro dove gli Xeneize hanno schierato una formazione formata interamente da giocatori delle giovanili. Il 7 ottobre ha firmato il suo primo contratto professionistico con il Boca.
Il 13 aprile 2022 ha fatto il suo debutto da titolare in Coppa Libertadores contro l'Always Ready, incontro vinto per 2-0.
Il 19 agosto del 2023 è stato prestato al Banfield fino a dicembre 2024.

## Statistiche

### Presenze e reti nei club
Statistiche aggiornate all'11 ottobre 2023.
| Stagione        | Squadra         | Campionato      | Campionato | Campionato | Coppe nazionali | Coppe nazionali | Coppe nazionali | Coppe continentali | Coppe continentali | Coppe continentali | Altre coppe | Altre coppe | Altre coppe | Totale | Totale |
| Stagione        | Squadra         | Comp            | Pres       | Reti       | Comp            | Pres            | Reti            | Comp               | Pres               | Reti               | Comp        | Pres        | Reti        | Pres   | Reti   |
| --------------- | --------------- | --------------- | ---------- | ---------- | --------------- | --------------- | --------------- | ------------------ | ------------------ | ------------------ | ----------- | ----------- | ----------- | ------ | ------ |
| 2021            | Boca Juniors    | PD              | 2          | 0          | CdL             | 0               | 0               | CL                 | 0                  | 0                  |             | -           | -           | 2      | 0      |
| 2022            | Boca Juniors    | PD              | 4          | 0          | CA+CdL          | 2+4             | 0               | CL                 | 2                  | 0                  | SA+SI       | 0           | 0           | 12     | 0      |
| 2023            | Boca Juniors    | PD              | 0          | 0          | CA              | 0               | 0               | CL                 | 0                  | 0                  |             | -           | -           | 0      | 0      |
| 2023            | Banfield        |                 | -          | -          | CdL             | 0               | 0               |                    | -                  | -                  |             | -           | -           | 0      | 0      |
| Totale carriera | Totale carriera | Totale carriera | 6          | 0          |                 | 6               | 0               |                    | 2                  | 0                  |             | 0           | 0           | 14     | 0      |

## Palmarès

### Club

#### Competizioni nazionali
- Copa de la Liga Profesional: 1

Boca Juniors: 2022
- Campionato argentino: 1

Boca Juniors: 2022
- Supercopa Argentina: 1

Boca Juniors: 2022